# Elena Altsjoel
Elena Barijsaoena Altsjoel (Wit-Russisch: Алена Барысаўна Альтшуль) (Minsk, 4 april 1964) is een damster die is geboren en opgegroeid in Wit-Rusland en het dammen heeft geleerd aan de beroemde damschool van Minsk. Ze werd wereldkampioene bij de vrouwen in 1980, 1982, 1983, 1984 en 1985. Ze woont tegenwoordig met haar echtgenoot, topdammer Vadim Virny, in Münster (Duitsland).